# Phryxe puella
Phryxe puella là một loài ruồi trong họ Tachinidae.